# The Outlaw
The Outlaw (bra: O Proscrito; prt: A Terra dos Homens Perdidos) é um filme estadunidense de 1943, do gênero faroeste, dirigido por Howard Hughes e estrelado por Jane Russell e Jack Buetel.

## A produção

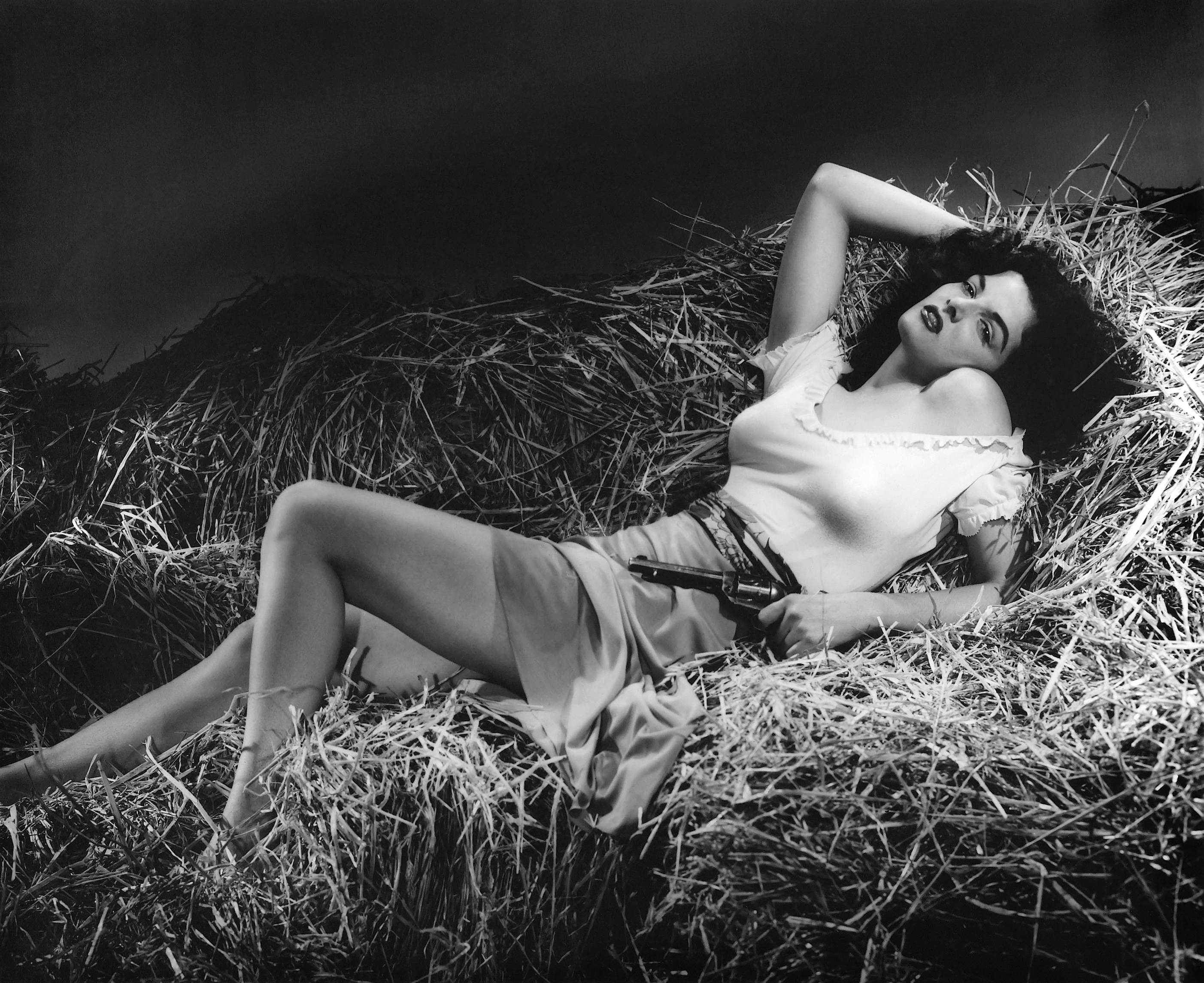
Jane Russell em cena do filme.

The Outlaw é um dos filmes mais controvertidos da história de Hollywood e um dos faroestes mais famosos e infames, na mesma linha de Duel in the Sun.
Filmado em 1941, sua distribuição seguiu um caminho tortuoso: ficou engavetado por dois anos até que Hughes conseguisse o aval do Código de Censura, que se recusava a liberá-lo pelo seu propalado erotismo. Por fim, Hughes pôde exibi-lo uma vez em 1943, em São Francisco. A United Artists distribuiu-o de forma limitada e com cortes em 1946. Hughes, que comprara a RKO Radio Pictures em 1948, vendeu o filme ao estúdio, e este finalmente disponibilizou-o para um público maior, ao relançá-lo em 1950.
Todo a celeuma concentra-se em Jane Russell. Descoberta por Hughes, Jane teve talvez a maior campanha promocional já feita em torno de uma estreia na história do cinema. Uma das peças publicitárias perguntava "quais os dois motivos para Jane Russell tornar-se uma estrela?", uma alusão aos grandes seios da atriz, que Hughes tornou ainda maiores ao mandar confeccionar sutiãs artificiais. Além disso, Hughes filmou-a em cenas de alta voltagem erótica para a época, como aquela em a atriz  deita-se nua ao lado do herói febril para esquentá-lo.

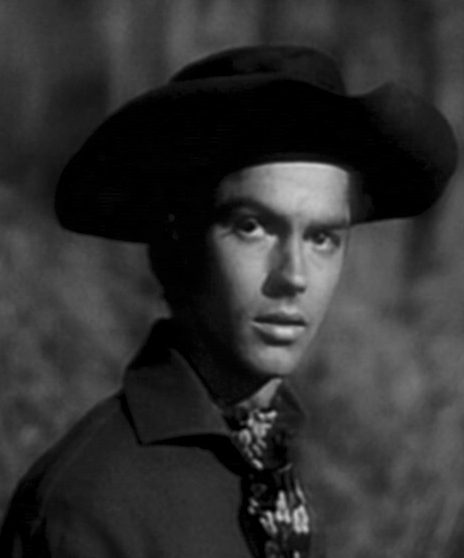
Jack Buetel, o Billy the Kid.

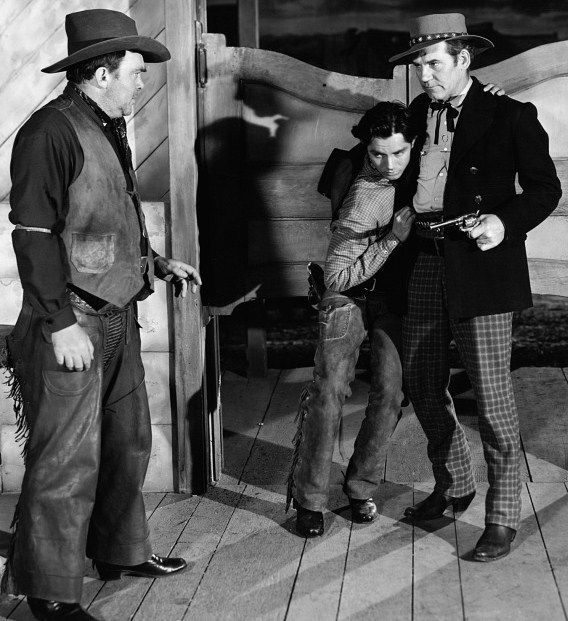
Thomas Mitchell, Jack Buetel e Walter Huston em cena do filme.

Tudo isto foi suprimido quando de seu relançamento em 1950, e o resultado foi uma película mais bizarra que sensual. Apesar dos excessos, o que sobressai é o relacionamento entre Billy the Kid e Doc Holliday. A certa altura, inclusive, o roteiro mostra a pouca importância de Rio, o personagem de Jane, a despeito de seu busto: é quando os dois amigos discutem qual deveria ser o prêmio de um jogo de cartas, se um cavalo ou Rio—e decidem-se pelo cavalo.
Segundo Ken Wlaschin, o filme é somente uma boa versão da história do pistoleiro, mas ainda assim é um dos 10 melhores trabalhos da carreira de Jane Russell.
Apesar de todos seus defeitos, The Outlaw beneficia-se de uma belíssima fotografia em preto e branco, de Gregg Toland e Lucien Ballard e da generosa trilha sonora composta por Victor Young. Todavia, tanto este quanto Ballard não foram creditados.
Outro que não recebeu créditos foi Howard Hawks, o primeiro diretor do filme. Assim como King Vidor desistiu de Duel in the Sun por incompatibilidades com o produtor David O. Selznick, Hawks também desistiu de The Outlaw pois não suportou as interferências de Hughes. Se tivesse ido até o fim, este seria outro de seus memoráveis filmes de amizade masculina, como Rio Bravo e Hatari.
Além de Jane Russell, Jack Buetel (creditado como Jack Beutel) também fazia sua estreia nas telas. Porém, enquanto Jane conseguiu livrar-se do personagem partindo para comédias e tornando-se uma grande estrela na década seguinte, Buetel não teve a mesma sorte: depois de outros quatro faroestes sem expressão, participou de algumas telesséries e, finalmente, abandonou a carreira em 1961.

## Sinopse
Os amigos Billy the Kid e Doc Holliday fogem para o rancho deste último quando Pat Garrett passa a persegui-los. No rancho vive Rio, a lasciva mexicana namorada de Doc. Billy e Rio sentem-se atraídos um pelo outro e casam-se em segredo. Entretanto, logo ambos e mais Doc estão brigando entre si no meio do deserto, com Garrett em seus calcanhares.

## Elenco
| Ator/Atriz      | Personagem       |
| --------------- | ---------------- |
| Jack Buetel     | Billy the Kid    |
| Jane Russell    | Rio McDonald     |
| Walter Huston   | Doc Holliday     |
| Thomas Mitchell | Pat Garrett      |
| Mimi Aguglia    | Guadalupe        |
| Joe Sawyer      | Charley Woodruff |
| Gene Rizzi      | Pistoleiro       |